# Resolution 1741 des UN-Sicherheitsrates
Die Resolution 1741 des UN-Sicherheitsrates ist eine Resolution zum Konflikt zwischen Äthiopien und Eritrea, die der Sicherheitsrat der Vereinten Nationen am 30. Januar 2007 auf seiner 5626. Sitzung einstimmig angenommen hat. Mit der Resolution wurde das Mandat von United Nations Mission in Ethiopia and Eritrea (UNMEE) bis zum 31. Juli 2007 verlängert.
Der Sicherheitsrat berief sich auf seine früheren Resolutionen und Stellungnahmen zum Konflikt, insbesondere auf die Resolutionen 1320 (2000), 1430 (2002), 1466 (2002), 1640 (2005), 1681 (2006) und 1710 (2006) und betonte seine Verpflichtung zu den Abkommen von Algier, sowie die Wichtigkeit der unverzüglichen Umsetzung der Entscheidung der Grenzziehungskommission (Eritrea-Ethiopia Boundary Commission, EEBC, Dokument S/2002/423) als Ausgangsbasis für Frieden und Zusammenarbeit der beiden Seiten.
Das Gremium bestätigt ausdrücklich die Integrität der Temporären Sicherheitszone (TSZ), die mit dem Waffenstillstandsabkommen (Dokument S/2000/601) vereinbart wurde und fordert alle Seiten auf, sich an die gemachten Verpflichtungen zu halten. Weiterhin unterstreicht die Resolution den Willen des Sicherheitsrates hinsichtlich der Endgültigkeit und Verbindlichkeit der Entscheidungen der Grenzziehungskommission, womit beide Seiten sich einverstanden erklärt hatten und drückte seine Enttäuschung darüber aus, dass die Grenzziehungskommission aus den Gründen, die in dem Bericht des UN-Generalsekretärs vom 22. Januar 2007 (Dokument S/2007/33) genannt werden.
Unter Berücksichtigung des Berichtes des Generalsekretärs vom 22. Januar 2007 und seines Sonderberichtes vom 15. Dezember 2006 (Dokument S/2006/992) entschied der Sicherheitsrat für die Verlängerung der Mission von UNMEE bis zum 31. Juli 2007, wobei die militärische Komponente von 2.300 auf 1.700 Mitglieder reduziert wird. Die maximale Stärke, die durch die Resolution 1320 (2000) festgesetzt wurde und später durch die Resolutionen 1430 (2002) und 1681 (2006) modifiziert worden war, hat der Sicherheitsrat allerdings nicht verändert, um eine ausreichende militärische Kraft zu gewährleisten.
Die Sicherheitsrat verlangte erneut ausdrücklich von Äthiopien, dass es nach Artikel 5 der Resolution 1640 (2005) die Entscheidungen der Grenzziehungskommission akzeptiert und unverzüglich der EEBC ermöglicht, die Grenze in ihrem vollen Verlauf korrekt zu markieren. Von Eritrea verlangte das Gremium den sofortigen Abzug seiner Truppen aus der TSZ und dass Eritrea ohne irgendwelche Bedingungen die Beschränkungen zurücknimmt, die die EEBC hinsichtlich der Bewegungsfreiheit bei der Arbeit behindern. Gleichzeitig wird kritisiert, dass der Prozess der Markierung der Grenze nicht vorankommt.
Die Resolution forderte den Generalsekretär auf, in seinem nächsten Bericht im April 2007 auf die Umsetzung der Resolution einzugehen. 